# Церква святого Миколая (Галич)

Церква святого Миколая - втрачений деревяний греко-католицький храм. 

## Історія Храму
За брамою, у передмісті Запаркання, на згині вулиці стояла деревяна церква св.Миколая з дзвіницею, побудована в 1702 році. Під час перебудови церкви у 1870 році було знайдено бронзові речі, які складались з 5 кельтів і долота. Також у відділі рукописів бібліотеки імені В. Стефаника у Львові збереглась метрикальна книга церкви св.Миколая з Галича, записи в якій були розпочаті предіереєм Петром Щарібачевським і пресвітером Землецьким у 1761 р. Останній запис датується 1794р. Фотографії, збережені в Національному музеї Львова, розповідають про внутрішнє убрантство церкви.
Церква святого Миколая була філіальною церквою греко-католицької парафії, що належала до галицького деканату.